# Porroglossum sijmii
Porroglossum sijmii är en orkidéart som beskrevs av Carlyle August Luer. Porroglossum sijmii ingår i släktet Porroglossum och familjen orkidéer. Inga underarter finns listade i Catalogue of Life.